# نوپسرها فومتا
نوپسرها فومَتا یک گونه سوسک از خانوادهٔ سوسک‌های شاخک‌دراز است. هایدن در سال ۱۹۱۴ این گونه را توصیف و بررسی کرد. این گونه در کشور بورنئو یافت شده است.